# Cassa di Risparmio di Modena
La Cassa di Risparmio di Modena  è stata un istituto di credito italiano attivo dal 1845 al 1991.

## Storia
Fu istituita nel 1846 all’interno dei locali del Palazzo Comunale quando Modena era retta dal Duca Francesco IV d’Austria Este. Ad annunciarne l’istituzione, il regolamento ed il carattere filantropico fu il Marchese Giuseppe Carandini, podestà di Modena, il 6 dicembre 1845 tramite un avviso pubblico alla città.
Secondo la pubblicazione Cento anni di vita della Cassa di Risparmio di Modena: 1846-1946, i primi cento anni della Cassa di Risparmio di Modena possono essere suddivisi in tre periodi:

### 1846-1872
Primo periodo caratterizzato dalla dipendenza assoluta dal Comune: i Conservatori si davano il cambio ogni mese alla Direzione della Cassa. A seguito della fuga di Francesco V da Modena, la Cassa veniva messa in gravi difficoltà a causa dell’aumento delle richieste di restituzione dei depositi che passavano da 779.613,73 Lire al 31 dicembre 1858 a 500.790,55 Lire l’anno successivo. La situazione dei depositi rimase pressoché stazionaria fino al 1863 quando iniziò la ripresa. Dal punto di vista legislativo, è importante ricordare il Regio Decreto 26 giugno 1864 con il quale tutte le Casse di Risparmio venivano poste alle dipendenze dello stesso Ministero dell’Agricoltura, Industria e Commercio.

### 1872-1889
Secondo periodo successivo all’approvazione del nuovo statuto del 1872: l’amministrazione della Cassa, presieduta dal Sindaco, veniva affidata ad una commissione di 4 membri  di conosciuta capacità, probità ed onoratezza e che non abbiano lite né debiti colla Cassa di Risparmio  eletti dal Consiglio comunale. Al Comune di Modena rimaneva l’approvazione del bilancio della Cassa sulla base di una relazione stilata da Revisori nominati dal Consiglio comunale, questo nuovo statuto in realtà non permetteva alla Cassa di affrancarsi totalmente dall’asservimento al Comune. Fu introdotto l’obbligo dell’invio del bilancio al Ministero e l’impegno a sottoporsi a eventuali ispezioni ministeriali. In conformità con la sua natura filantropica, a partire dal 1884, la Cassa iniziò ad aumentare gli utili sui conti dei piccoli risparmiatori, condonare il debito ad esempio dell’Istituto delle Orfanelle e a favorire gli investimenti agricoli. Inoltre, con delibera del 26 maggio 1886 dell’amministrazione della Cassa, fu stabilito un contributo annuale pari a L. 21.000 a favore dell’Ateneo modenese. Dal punto di vista legislativo è importante ricordare la legge sull’ordinamento delle Casse di Risparmio del 15 luglio 1888 n. 5546 che recepì in parte le proposte avanzate in occasione del Primo Congresso delle Casse di Risparmio tenutosi a Firenze nel 1886. A seguito del nuovo Statuto approvato con Regio Decreto 13 agosto 1889, la Cassa si costituì come ente autonomo con amministrazione e patrimonio separati dal Comune. Al Consiglio comunale spettava la nomina del Consiglio di Amministrazione il quale, al suo interno, nominava il Presidente.

### 1889-1946 (e fino alla costituzione di Carimonte Holding nel 1991)
Terzo periodo che vide la completa autonomia dalla gestione comunale. In linea con il nuovo statuto, la Cassa si impegnò a restituire al Comune la dotazione che aveva ricevuto dallo stesso a garanzia dei correntisti. La Cassa doveva formarsi una propria riserva e riuscire così a destinare alla beneficenza una quota maggiore. La Cassa continuò a sostenere le iniziative prese dal Comune per rinnovare dal punto di vista urbanistico la città favorendo la costruzione di case popolari e nuove fabbriche tramite mutui a tasso agevolato. La Cassa istituì in questo periodo prestiti su pegno di merce, in particolare formaggio grana, che veniva immagazzinato in appositi locali fuori Modena. Con Regio Decreto 29 settembre 1910 n. 393 venne approvato il nuovo statuto. La guerra italo-turca del 1911-1912 (Guerra di Libia) causò un nuovo arresto dei depositi; dopo una breve ripresa, lo scoppio della Prima Guerra mondiale determinò l’imboscamento del risparmio dovuto alla paura di un blocco dei risparmi presso le banche a seguito degli eventi bellici. Dopo la Prima Guerra mondiale, fra i vari interventi a favore della ripresa dell’economia locale, la Cassa donò un milione all’Ente Autonomo Case Popolari e finanziò il Consorzio di bonifica Parmigiana-Moglia e quello di Burana.  Nel 1912 a Roma si costituì l’ACRI a cui la nostra Cassa aderì nel 1919. Nel 1920 le elezioni amministrative si conclusero con la vittoria del Partito Socialista e i depositanti fecero ressa agli sportelli della Cassa per ritirare le somme depositate  tanto da provocare l’intervento del Ministero e la nomina del Presidente già in carica, Avv. Nino Cappelli, a commissario straordinario. Ciò bastò a calmare il panico fra i correntisti.
La crisi seguita al conflitto mondiale si inasprì nel 1921 e causò il crollo della Banca Italiana di Sconto, di numerose imprese e banche. Le Casse di Risparmio riuscirono a superare anche questo momento di difficoltà; nel 1922 il Ministero conferì alla Cassa di Modena, in occasione del suo 75º anniversario, la medaglia d’oro pei benemeriti della previdenza. Vennero aperte nuove succursali a Formigine e Ravarino. Iniziò nel 1925 una efficace propaganda per il risparmio che culminerà, il 31 ottobre di ogni anno, nella “Giornata Mondiale del Risparmio”. Vista la vocazione agricola del territorio, la Cassa concorse alla costituzione della Sezione del Credito Agrario per l’Emilia Romagna presso la Cassa di Bologna.  Con l’approvazione del Testo Unico delle leggi sulle Casse di Risparmio R.D. 25 aprile 1929 n. 967, la Cassa dovette darsi un nuovo statuto che entrò in vigore nel 1931. I sette consiglieri della Cassa continuavano ad essere eletti dal Comune a cui però veniva sottratta l’approvazione del bilancio. Nel 1935 fu aumentato il contributo annuo all’Università. Al 31 dicembre 1935 gli utili destinati a fini di assistenza, istruzione e pubblica utilità […] ammontavano a più di 7 milioni, ripartiti con preferenza alle iniziative fasciste.  Nel 1938 venne nuovamente modificato lo statuto. Nel 1939 fu aperta una nuova agenzia in Corso Vittorio Emanuele mentre nel 1940 la Cassa di Risparmio di Sassuolo e il Monte dei Pegni di Modena confluirono nella Cassa di Modena. Nel 1941 la Cassa di Risparmio in Bologna cedette a Modena la sua filiale di Castelfranco. Era in corso la Seconda Guerra mondiale e con l’intensificarsi degli attacchi aerei, uffici e archivi furono trasferiti a Formigine mentre la Direzione rimase collocata nella sua sede di Palazzo Comunale anche se i continui allarmi ne interrompevano il lavoro. A pochi giorni di distanza dalla Liberazione di Modena, il 4 maggio 1945 la sede centrale della Cassa riaprì al pubblico. Fra le opere di pubblica utilità finanziate dalla Cassa negli anni Cinquanta, va citata per la sua importanza la forte somma destinata alla costruzione del nuovo ospedale clinico  (Policlinico di Modena) terminato nel 1963.
Lo statuto del 1957 delegò la nomina di due consiglieri al Comune, uno alla Provincia, tre alla Camera di Commercio ed uno alla Federazione delle Casse di Risparmio dell’Emilia, mentre Presidente e Vice Presidente venivano nominati con Decreto del Ministro del Tesoro. La Cassa partecipò alla costituzione dell’Istituto Autonomo per le Case Popolari di Modena nato dalla Legge Luzzati del 1903 con la finalità di agevolare la costruzione di case, da destinare soprattutto agli operai e ai ceti più poveri, impossibilitati a sostenere i costi del libero mercato abitativo. Per contribuire a risolvere il problema di dare una sana abitazione ai ceti popolari  la Cassa concesse mutui a lungo termine e a interessi favorevoli. 
Nel 1987 la Cassa di Risparmio aveva trentatré filiali di cui l’ultima in ordine di tempo aperta nel capoluogo regionale. In campo sociale, gli interventi della Cassa nei suoi ultimi anni di vita furono diretti alla diffusione della cultura e dell’istruzione, al recupero di beni artistici e di preminente interesse pubblico, al sostegno di iniziative in campo sanitario e assistenziale, ai problemi dei giovani e degli anziani. Inoltre, contributi furono erogati all’Università di Modena per incentivare la ricerca scientifica, l’organizzazione di convegni, l’ampliamento del sistema informatico e l’automazione del sistema bibliotecario. Si segnalano anche contributi differenziati a supporto del sistema scolastico, dalle scuole materne alle superiori, tramite ad esempio la distribuzione di materiali didattici e l’istituzione di borse di studio. In campo sanitario, la Cassa di Risparmio assegnò borse di studio all’USL per la formazione professionale dei medici e finanziò l’acquisto di ambulanze e di mezzi di trasporto a favore di enti che operano a sostegno dei disabili. Altre iniziative in campo sociale hanno riguardato l’assistenza degli anziani non autosufficienti e il reinserimento di giovani ex tossicodipendenti; la sponsorizzazione di iniziative sportive come i Giochi della Gioventù e le corse podistiche quali la “Sassuolissima” e la “Corrimodena”.
In campo culturale si rileva l’impegno finanziario della Cassa volto al restauro del Duomo di Modena in occasione dell’ottavo centenario della sua consacrazione (1184-1984) e di altre chiese come quella di San Pietro e di San Carlo, oltre al recupero di Piazza Grande.

## Sede di Piazza Grande

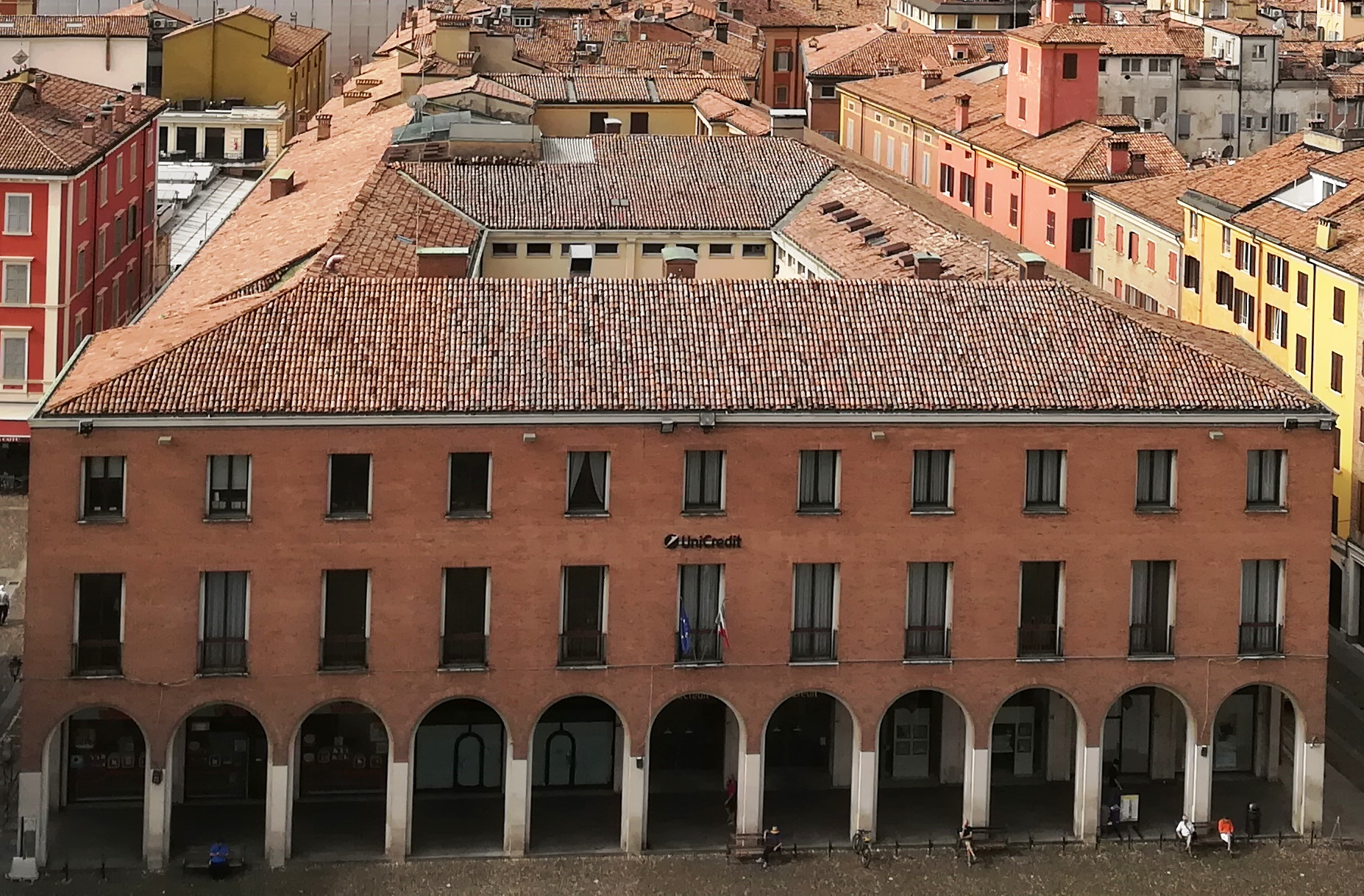
Sede della Cassa di Risparmio di Modena (ora Unicredit) dal 1968 al 1991

Nel 1960 la Cassa di Risparmio istituì una gara di progettazione per la realizzazione della sua nuova sede. L'incarico venne affidato ad uno dei più celebri architetti dell’epoca, Gio Ponti, che aveva appena portato a termine il grattacielo Pirelli di Milano. La necessità di conciliare le prescrizioni della Soprintendenza con quelle della Commissione nominata dal Comune produsse un notevole ritardo nella stesura del progetto  fino alla soluzione attuale con rivestimento in mattoni faccia a vista e portico ad archi a tutto sesto in continuità con quello del Palazzo Comunale realizzata nel 1968.
La Cassa di Risparmio cesserà l’esercizio diretto dell’attività bancaria con il decreto ministeriale 12 luglio 1991 che approvò il progetto di ristrutturazione presentato dalla Cassa di Risparmio di Modena e dalla Banca del Monte di Bologna e Ravenna: esso prevedeva il conferimento, previo scorporo,  delle rispettive aziende bancarie in una costituenda società  denominata  "Carimonte Banca S.p.a.",  con un capitale sociale di Lire 250 miliardi; la costituzione di una società per azioni "Carimonte Holding S.p.a.", a cui attribuire il controllo del capitale della società bancaria e alla quale faranno capo le partecipazioni detenute dagli enti conferenti. Nel giugno 1995 Carimonte Banca e
Credito Romagnolo furono incorporate da Credito Romagnolo Holding, che assunse la denominazione di Rolo Banca 1473, a sua volta incorporata da UniCredito italiano (poi Unicredit) nel 2002.